# Pogrom de Chiraz
Le pogrom de Chiraz (Iran) du 30 octobre 1910 a été déclenché par une fausse accusation de crime rituel contre les Juifs de cette ville. Selon la rumeur, les Juifs auraient assassiné rituellement une jeune fille musulmane. Lors du pogrom, 12 Juifs sont tués et 50 blessés,, et les 6 000 Juifs de Chiraz sont dépouillés de leurs biens,. Cet évènement a été décrit par le représentant de l'Alliance israélite universelle de Chiraz.

## Contexte
L'histoire des Juifs en Iran s'étend sur 2 500 ans. Les pogroms ne sont pas inconnus, et l'historien Jamshid Sedaghat, de Chiraz, a déclaré que les attaques antisémites perpétuées régulièrement à la fin du XIXe siècle, résultaient finalement d'une conséquence des pressions venues d'Europe. Le dernier pogrom important se déroula en 1910,,.

## Les évènements de 1910

### Octobre 1910
Au début d'octobre 1910, des éboueurs déclarent qu'en nettoyant le puisard d'une maison appartenant à des Juifs, ils ont trouvé un livre ancien dont certaines pages étaient encore lisibles et ont reconnu tout de suite qu'elles appartenaient à un Coran, le livre le plus sacré des musulmans. Puis le premier jour de Souccot, alors que plusieurs Juifs retournent chez eux après les prières à la synagogue, ils aperçoivent une femme voilée se tenant devant une des maisons juives, avec un paquet à la main. Se voyant repérée, elle jette alors le paquet dans un puisard (les puisards étaient situés devant la porte des maisons juives à Chiraz) et s'enfuit. Les habitants de la maison retirent le paquet, et constatent que celui-ci contient une copie du Coran. Informé de ces incidents, et craignant de futures provocations, le représentant de l'Alliance israélite universelle de la ville, contacte Mirza Ibrahim, grand prêtre de Chiraz, qui promet d'ignorer la provocation et offre sa protection en cas de nécessité,.

### Accusation de meurtre rituel
Le soir suivant une bande d'individus envahissent les maisons des deux grands-rabbins de Chiraz. Ils accompagnent un marchand du bazar qui prétend que sa fille de quatre ans a disparu dans l'après-midi dans le quartier juif, où elle a, dit-il, été tuée pour récolter son sang. Les rabbins effrayés jurent qu'ils ignorent qu'un enfant de parents musulmans se soit égaré dans le quartier juif et protestent contre ces accusations. Les voyous se retirent après avoir menacé de mettre le quartier juif à feu et à sang si la petite fille n'est pas retrouvée avant midi le lendemain. Le même jour, le corps d'un enfant est retrouvé à un kilomètre de la ville derrière une maison abandonnée, à moins de cent mètres du cimetière juif. La rumeur se répand que le corps est celui de la petite musulmane et qu'elle a été tuée par les Juifs. Par la suite, on établira que le corps retrouvé est celui d'un garçonnet juif décédé une semaine auparavant et dont le corps avait été déterré,.

### Violence de l'émeute
Le matin suivant, la foule commence à se rassembler devant le palais du gouverneur; les gens accusent les Juifs du meurtre de la petite fille et demandent bruyamment vengeance. Le gouverneur temporaire ordonne à ses troupes de disperser la foule, mais celle-ci se dirige alors vers le quartier juif où elle arrive en même temps que les soldats. Ces derniers, contrairement aux ordres reçus, sont les premiers à attaquer le quartier juif, donnant ainsi le signal du pillage à la foule. Les soldats, les voyous, les sayyids et les Kachkaïs qui se trouvent en ville pour vendre leurs bestiaux, même les femmes et les enfants se sont joints au pillage qui dure de six à sept heures, n'épargnant aucune des 260 maisons du quartier juif,. Le représentant de l'Alliance israélite universelle décrit ainsi les pillages :
« Les voleurs faisaient la chaîne dans la rue. On se passait les tapis, les ballots d'effets, les sacs de marchandise [...], tout ce qui, en un mot, pouvait avoir quelque prix. Ce qui n'en avait pas, ce qui en raison de son poids ou de son volume ne pouvait pas être emporté était, dans une rage de vandalisme, détruit, brisé. Les portes et les fenêtres des maisons étaient arrachées à leurs gonds et emportées ou réduites en pièces. On laboura littéralement les chambres pour voir si le sous-sol ne recélait pas quelque richesse,. »
Les assaillants ne se limitent pas au vol, mais s'attaquent aussi physiquement aux Juifs. Dès que leur quartier est attaqué, la plupart des Juifs s'enfuient, certains trouvant refuge chez des amis musulmans, d'autres au Consulat britannique, dans les champs alentour et même dans des mosquées. Le peu qui sont restés et qui ont essayé de défendre leurs biens sont tués ou blessés. On dénombrera douze tués dans l'attaque, et quinze autres grièvement blessés, soit poignardés ou assommés à coup de bâton, soit blessés par balles. Une quarantaine d'autres sont blessés plus légèrement,.

### Les conséquences
Quand le pogrom cesse, le quartier juif est complètement dévasté :
« Des femmes, des hommes, des vieillards se roulent dans la poussière, se frappent la poitrine et demandent justice. D'autres plongés dans un état de véritable stupeur, paraissent inconscients et sous l'effet d'un affreux cauchemar qui ne veut pas prendre fin,. »
Une assistance est organisée par l'Alliance israélite universelle, assistée du consul britannique. Quelques Musulmans de la ville viennent à leur aide en distribuant du pain, du raisin et quelques monnaies. Un riche musulman enverra à lui tout seul une tonne de pain, le gouverneur deux tonnes, quant au grand prêtre, il en distribuera 400 kilogrammes,.